# Maggie Siff

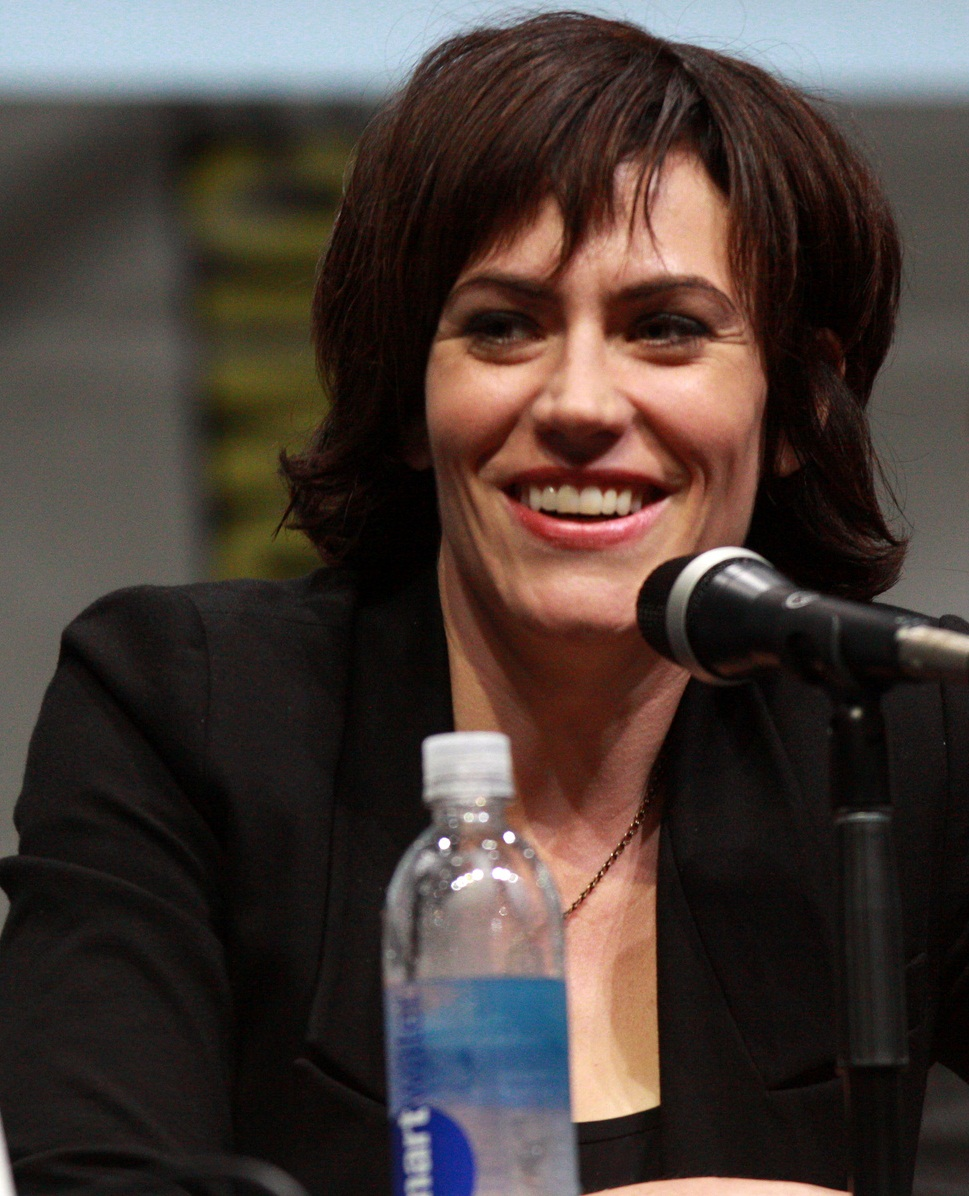
Maggie Siff (2013)

Maggie Siff (* 21. Juni 1974 in New York City, New York) ist eine US-amerikanische Schauspielerin. Sie hat in einer Reihe von Fernsehproduktionen, darunter den Serien Mad Men, Sons of Anarchy und Billions sowie dem Film Push mitgespielt.

## Leben
Schon früh entdeckte sie ihre Leidenschaft für die Schauspielkunst und unterhielt schon im Kindergarten die ganze Gruppe mit Kasperstücken. Während ihrer Schulzeit engagierte sie sich im Schultheater, wo sie am liebsten modern interpretierte Märchen spielte. Als sie in einem Werbefilm für eine Restaurantkette mitspielte, fiel sie einem Fernsehproduzenten auf, der ihr in zwei Fernsehserien Nebenrollen anbot. Bald darauf folgte die erste Hauptrolle und Rollen in Kinofilmen. Sie studierte an der New York University und graduierte als Master of Fine Arts.
1998 erhielt sie für ihre Leistung in Henrik Ibsens Theaterstück Gespenster. Ein Familiendrama in drei Akten den Barrymore Award für die beste Nebenrolle.

## Filmografie (Auswahl)
- 2004: Third Watch – Einsatz am Limit (Third Watch, Fernsehserie, Folge 6x04)
- 2005: Rescue Me (Fernsehserie, Folge 2x04)
- 2007: Grey’s Anatomy (Fernsehserie, Folge 4x04)
- 2007–2008, 2015: Mad Men (Fernsehserie, 15 Folgen)
- 2008: Law & Order (Fernsehserie, Folge 18x09)
- 2008: Nip/Tuck – Schönheit hat ihren Preis (Nip/Tuck, Fernsehserie, Folge 5x05)
- 2008–2013: Sons of Anarchy (Fernsehserie, 79 Folgen)
- 2009: Push
- 2009: Life on Mars (Fernsehserie, 3 Folgen)
- 2009: Wie das Leben so spielt (Funny People)
- 2009: Leaves of Grass
- 2013: Concussion – Leichte Erschütterung (Concussion)
- 2016: Die 5. Welle (The 5th Wave)
- 2016: A Woman, a Part
- 2016: The Sweet Life
- 2016–2023: Billions (Fernsehserie, 55 Folgen)
- 2017: One Percent More Humid
- 2019: The Short History of the Long Road